# تشارلي ويد (لاعب كرة قدم أمريكية)
تشارلي ويد (بالإنجليزية: Charlie Wade)‏ هو لاعب كرة قدم أمريكية أمريكي، ولد في 23 فبراير 1950 في ناشفيل في الولايات المتحدة.

## وصلات خارجية
- تشارلي ويد على موقع مرجع كرة القدم المحترفة.كوم (الإنجليزية)